# 四乙烯基锡
四乙烯基锡是一种有机锡化合物，化学式为C8H12Sn。它可由乙烯基溴化镁和四氯化锡的反应制得。四乙烯基锡和四氯化锡进一步反应，可以得到乙烯基三氯化锡。它和碘苯在催化剂存在下反应，可以得到苯乙烯。